# Institut d'immunologie de Bâle
L'Institut d'immunologie de Bâle est un institut de recherche fondamentale en immunologie, fondé en 1969 à Bâle, en Suisse, et dissout en 2000.

## Histoire
L'institut est fondé en 1969, à Bâle. Ses locaux sont situés sur les rives du Rhin, près du campus principal d'Hoffmann-La Roche et de la frontière entre la Suisse et l'Allemagne.
Un incendie ravage l'institut en 1985, lui faisant perdre des années de recherche.
En 2000, Roche réoriente l'institut pour en faire un centre de recherche médicale sur le génome.
Au cours de son existence, l'institut met au point une douzaine de vaccins et trois de ses chercheurs (Niels Kaj Jerne, Georges Köhler et Susumu Tonegawa) reçoivent un prix Nobel de médecine.

### Employés
Plus de 100 personnes y travaillent à la fin des années 1990.

### Directeur
- 1969 - 1980 : Niels Kaj Jerne[6]
- ? - ? : Fritz Melchers[4]